# Fukutoku-Okanoba

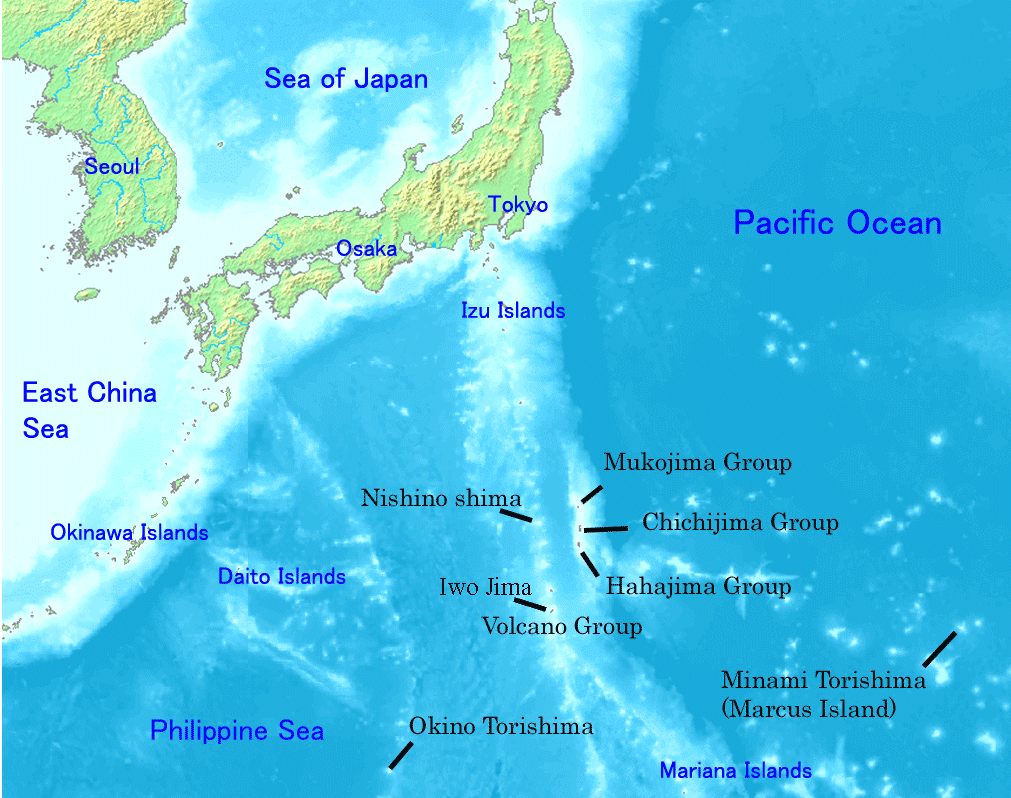
Lägeskarta

Fukutoku-Okanoba (japanska  (福徳岡ノ場?) Fukutoku-Okanoba-shintou) är en vulkan i nordvästra Stilla havet som tillhör Japan.

## Geografi
Fukutoku-Okanoba vulkanen ligger cirka 5 kilometer nordöst om Minami Ioto bland Vulkanöarna och cirka 950 kilometer söder om Honshu. Dess geografiska koordinater är 24°17′00″N 141°29′06″Ö / 24.28333°N 141.48500°Ö.
Vulkanen är en aktiv undervattensvulkan med en känd krater. Vulkantoppen ligger cirka 14 meter under havsytan.
Förvaltningsmässigt utgör vulkanön en del av Ogasawaraöarna.

## Historia
1904 skapades den lilla tillfälliga ön Shin-Iwoto ("Nya Svavelön") under ett av vulkanens utbrott..
Även vid utbrottet 1986 skapades en tillfällig landmassa.
Det senaste bekräftade utbrottet skedde 2005.